# Ernst Rudolf Schepp
Ernst Rudolf Schepp (* 5. Oktober 1857 in Wiesbaden; † 13. März 1901 in Bonn) war ein Landrat des Landkreises Siegen.
Schepps Vater, Friedrich Wilhelm Schepp (1807–1867), war herzoglich nassauischer Regierungsrat und 1865/66 Präsident des Hof- und Appellationsgerichts in Wiesbaden.
Ernst Rudolf Schepp besuchte das Gymnasium in Karlsruhe. Nach dem Abitur 1876 studierte er Jura in Marburg, Leipzig und Berlin. Ab 1880 war er Gerichtsreferendar, danach ab 1883 Regierungsreferendar bei der Regierung Kassel und seit 1886 Regierungsassessor in Schleswig und Trier.
Ab 1890 hatte Schepp das Amt des Landrates im Kreis Neuhaus an der Oste inne. Von 1894 bis 1900 war er Landrat in Siegen. In dieser Zeit förderte er unter anderem die Gründung von zwölf Vaterländischen Frauenvereinen im Jahr 1895. 1900 wechselte er als Regierungsrat an das Oberpräsidium in Münster.
Schepp war verheiratet mit Therese Weismann (1869–1927), einer Tochter des Biologen August Weismann (1834–1914). Sein Sohn Helmuth Schepp (1894–1982) war Bildhauer in Aachen und lehrte als Professor für Plastik an der RWTH Aachen. Dessen Sohn Johannes Schepp ist in Borgholzhausen ebenfalls als Bildhauer und Maler tätig.